# أبو تراب الغفاري
أبو تراب غفاري (1863 - 1890؛ بالفارسية: ابوتراب غفاری) كان رسامًا إيرانيًا من القرن التاسع عشر من عائلة الغفاري في كاشان، وكان نشطًا في عهد الشاه ناصر الدين القاجاري (حكم. 1848–1896). كان ابن ميرزا بزرك غفاري، وشقيق كمال الملك. توفي في 11 آذار 1890 بسبب التسمم بالأفيون.